# ویکتوریا کوالچوک
ویکتوریا کوالچوک (زاده ۲۶ ژانویه ۱۹۵۴ – درگذشته ۴ آوریل ۲۰۲۱) گرافیست، تصویرگر، طراح و نویسنده اوکراینی بود. شیفتگی عمیق او به فولکلور، به ویژه سنت‌ها، آداب و رسوم، اعتقادات گروه‌های قومی ساکن کارپات‌ها اوکراین، تا حد زیادی سبک و ساختار فیگوراتیو آثار او را شکل داد. او طرح اصلی آغازگر اوکراینی را توسعه داد، که دیپلم درجه یک را در مسابقه سراسر اوکراین «هنر کتاب» (۲۰۰۰) دریافت کرد و به عنوان بهترین کتاب سال انتخاب شد. به مدت ۴ سال این هنرمند با پشتکار روی کتابی که به لباس محلی «سیستم اوکراین» اختصاص داده شده بود (۱۹۹۰–۱۹۹۴) کار کرد. جمع‌آوری مطالب میدانی در سراسر کشور، یک مفهوم اصلی برای تصاویر علمی رایج ایجاد کرد. ویکتوریا کوالچوک یکی از اعضای اتحادیه ملی هنرمندان اوکراین و برنده جایزه دولتی است.
او در لویو درگذشت و در طبقه ۲۷ قبرستان سیخیو به خاک سپرده شد.

## زندگی‌نامه
ویکتوریا کوالچوک که در سال ۱۹۵۴ در کوول، منطقه ولین به دنیا آمد، از کودکی به نقاشی و نوشتن علاقه داشت و در کلوپ‌های هنری مختلف و یک مدرسه هنری حاضر شد. پدرش ولودیمیر پتروویچ کارمند و مادرش ماریا پترونا پزشک است. در مدرسه کووالچوک در مسابقات مختلف ادبی منطقه ای و ملی شرکت کرد و برنده شد. او داستان‌های پریان و داستان‌های کوتاه زیادی نوشته‌است. مقالات او در مورد هنر و جامعه اغلب در روزنامه‌های اوکراین منتشر می‌شود. به موازات هنرهای زیبا، به ادبیات نیز علاقه داشت. او یکی از اعضای فعال حلقه ادبی در کاخ منطقه ای پیشگامان بود.
در طی سالهای ۱۹۷۲–۱۹۷۸، کوالچوک در مؤسسه پلی گراف اوکراین تحصیل می‌کرد. پس از فارغ‌التحصیلی به عنوان رئیس بخش طراحی کتاب مؤسسه پولیگراف اوکراین، رئیس طراحی در خانه انتشاراتی The Highest School، ویراستار طراحی انتشارات Bricklager، و یک مدرس در آکادمی طراحی اوکراین مشغول به کار شد.
کوالچوک یک هنرمند مستقل بود که نقاشی می‌کشید و کتاب‌ها را مصور می‌کرد. او در حال حاضر حدود ۲۰۰ کتاب در ژانرهای مختلف، از جمله بیش از ۳۰ کتاب برای کودکان به پایان رسانده‌است.
یکی از بزرگترین آثار ABC است که در سال ۲۰۰۰ در مسابقه کتابهای هنری اوکراین دیپلم درجه یک را دریافت کرد و به عنوان بهترین کتاب سال انتخاب شد. متخصصان اذعان می‌کنند که این اثر یکی از بهترین کتاب‌های الفبا در جهان است. ABC تاکنون ۹ بار با تیراژ بیش از ۲۰۰۰۰۰ نسخه تجدید چاپ شده‌است.
یکی دیگر از کتاب‌های وی لباس محلی اوکراین شامل تحقیقات علمی او در زمینه قوم‌شناسی است. او چهار سال روی آن کار کرد: از ۱۹۹۰ تا ۱۹۹۴. کتابی کاملاً مصور که به عنوان یکی از بهترین کتاب‌های سال ۲۰۰۱ شناخته شد.
کتاب کودک او پنگوئن طلایی در سال ۲۰۰۴ در بریتانیا منتشر شد و در کاونت گاردن لندن ارائه شد. شخصیت‌های کتاب توسط بازیگران تئاتر کاونت گاردن اجرا شد.
کوالچوک برنده تعداد زیادی جوایز دیگر در اوکراین، روسیه و مولداوی شده‌است. نقاشی‌های او در نمایشگاه‌های بین‌المللی در لویو، کیف، کوکتبل، مسکو و ولگوگراد به نمایش درآمده است. در سال ۱۹۹۹ تلویزیون دولتی لویو فیلم تئاتر شاعرانه ویکتوریا کوالچوک را به کارگردانی اوگنیج بوندارنکو تولید کرد.

## کار خلاقانه
شعار خلاقانه ویکتوریا کوالچوک این است: «هنرمند منادی است، نه باغبان غرور خود.» آثار او تا حد زیادی تحت تأثیر نمادگرایی، آینده نگری و هنر عامیانه قرار گرفته‌است.
این هنرمند با زندگی در لویو، شهری که فرهنگ‌های مختلف در آن تلاقی می‌کنند، سعی می‌کند بهترین سنت‌های مردم لهستانی، عبری و روسی را که صدها سال است در گالیسیا با هم زندگی می‌کنند جذب کند. کوالچوک همچنین به زندگی کوهستانی کارپات، سنت‌ها، آداب و رسوم و اعتقادات آنها علاقه‌مند بود. تصاویر او سرشار از عشق و مدارا بوده‌است.
آثار هنرمند ویکتوریا کوالچوک را می‌توان به چند دوره تقسیم کرد:
1. دوره قومی با عناصر سوررئالیستی،
2. دوره شرق - نقاشی‌های مراقبه تحت تأثیر بودیسم و هندوئیسم،
3. رئالیسم اسطوره ای - تلاشی برای تجسم ویژگی‌های روح انسانی،
4. «پریکولیسم» (هنر سرگرم‌کننده) - پاسخی به ماتریالیسم مبتذل، تمدن مکانیکی با کیش طمع و خشونت.

## مرگ
او در آوریل ۲۰۲۱ بر اثر عوارض ناشی از کووید ۱۹ در طول دنیاگیری کووید-۱۹ در اوکراین در لویو درگذشت.